# Заозёрная (река)
Заозёрная — река на острове Парамушир в Северо-Курильском городском округе Сахалинской области России. Впадает в залив Пуйшария.
Общая протяжённость реки составляет — 11 км. Площадь её водосборного бассейна насчитывает 38 км². Общее направление течения с северо-запада на юго-восток. Впадает в Тихий океан.

## Данные водного реестра
По данным государственного водного реестра России относится к Амурскому бассейновому округу.
Код водного объекта 20050000312118300010430.